# 熱沙の覇王ガンダーラ
『熱沙の覇王ガンダーラ』（ねっさのはおうガンダーラ）は、1998年4月11日から10月16日までWOWOWで放送されたテレビアニメ。

## ストーリー
アメリカのロサンゼルスに暮らす青年ユウキ・サイジョーは、あらゆるものを砂に変える魔神ガンダーラの存在を知る。
ガンダーラを手に入れた者は大いなる力を授かるといわれ、その魔神は特定の音楽を聞かせることで鎮まるとされていた。
かくして、ユウキたちはガンダーラを巡る争いに巻き込まれていくのであった。

## 登場人物
ユウキ・サイジョー
声：松本保典
本作のメインキャラクター。アメリカ合衆国ロサンゼルス在住の青年。
エマ・ブラウン
声：小松里賀
歌手を夢見る少女。
ヤン・ミーメイ
声：折笠愛
シドニー・アームズ
声：二又一成
エマの兄の元バンド仲間。
ジョー・サックス
声：辻谷耕史
リック・ハドソン
声：古澤徹
ミッシェル
声：冬馬由美
タイロン
声：鈴置洋孝
クライザー
声：矢尾一樹
クレイドル
声：梁田清之
アムリタ
声：鈴木真仁
スカニ
声：湯浅香織
ゴード
声：宮田浩徳
フォックスロット
声：沢木郁也
キリヤ
声：永野善一/水原リン（少年時代）
カスケード
声：江川央生
ババロン
声：鈴木れい子

## スタッフ
- 総指揮・企画・原案 - 大西良昌
- 総監督 - うえだひでひと
- シリーズ構成 - 酒井あきよし
- キャラクター原案 - 森木靖泰、美樹本晴彦
- アニメーションキャラクターデザイン - 羽山淳一、堀内修
- 美術監督 - 坂本信人
- 色彩設定 - 加藤良高
- 撮影監督 - 小西一廣
- 編集 - 田熊純
- 音楽 - 渡辺俊幸
- 音響監督 - 松浦典良
- プロデューサー - 加藤博、平井伸一、酒井あきよし
- アニメーション制作 - 葦プロダクション
- 製作 - ビックウエスト、葦プロダクション

## 主題歌
オープニングテーマ「Dear」
作詞・作曲・編曲・歌 - HΛL
エンディングテーマ「Sing my song」
作詞 - 木本慶子 / 作曲 - 中村裕介 / 編曲 - 飯塚昌明 / 歌 - 杉山晴美
オリジナルサウンドトラックより主に
02.Dear
06.instant LOVE
20.LOVE'S GAIN
25.Sing my song
オリジナルサウンドトラック２より主に
01.Dear(TV size)
02.HOW DO YA DANCE
18.SHADOW IN PUDDLE
27.希望(丸尾めぐみ)

## 各話リスト
| 話数 | サブタイトル       | 脚本                  | 絵コンテ       | 演出           | 作画監督                 | 放送日         |
| ---- | ------------------ | --------------------- | -------------- | -------------- | ------------------------ | -------------- |
| 1    | サンドストーム     | 神戸一彦 三井秀樹     | うえだひでひと | 小林哲也       | 永田正美                 | 1998年 4月10日 |
| 2    | ニューバンド       | 神戸一彦              | うえだひでひと | 川瀬敏文       | 南伸一郎 永田正美        | 4月17日        |
| 3    | エクシード         | 神戸一彦              | うえだひでひと | 高田淳         | 保田康治                 | 4月24日        |
| 4    | アンタッチャブル   | 神戸一彦              | うえだひでひと | 吉田俊司       | 河野利幸                 | 5月1日         |
| 5    | デビュー           | 神戸一彦              | 高田淳         | 高田淳         | 馬越嘉彦                 | 5月8日         |
| 6    | アムリタ           | 星川泰子              | 小林哲也       | 小林哲也       | 永田正美                 | 5月15日        |
| 7    | アゲイン           | 星川泰子              | うえだひでひと | 川瀬敏文       | 南伸一郎                 | 5月22日        |
| 8    | コンタクト         | 酒井直行              | 川瀬敏文       | 川瀬敏文       | 南伸一郎 佐藤雅将        | 5月29日        |
| 9    | ロストソング       | 酒井直行              | 吉田俊司       | 吉田俊司       | 河野利幸 松井とおる      | 6月12日        |
| 10   | ザンライト         | 酒井あきよし          | 小林哲也       | うえだひでひと | 永田正美                 | 6月19日        |
| 11   | レジェンド         | 神戸一彦 酒井直行     | 小林哲也       | 小林哲也       | 保田康治                 | 6月26日        |
| 12   | ウィットネス       | 星川泰子              | 高田淳         | 高田淳         | 楙                       | 7月3日         |
| 13   | ハートエイク       | 神戸一彦              | 吉田俊司       | 吉田俊司       | 河野利幸 新羽高一浪      | 7月10日        |
| 14   | イリュージョン     | 酒井直行              | 小林哲也       | 小林哲也       | 永田正美                 | 7月17日        |
| 15   | ウイング           | 星川泰子              | うえだひでひと | うえだひでひと | 羽山淳一                 | 7月24日        |
| 16   | アタック           | 神戸一彦              | うえだひでひと | うえだしげる   | 南伸一郎                 | 7月31日        |
| 17   | ネッサリアン       | 酒井直行              | うえだひでひと | うえだしげる   | 南伸一郎                 | 8月7日         |
| 18   | トゥルース         | 神戸一彦              | 吉田俊司       | 吉田俊司       | 河野利幸                 | 8月21日        |
| 19   | イントルーダー     | 星川泰子              | 小林哲也       | 小林哲也       | 楙                       | 8月28日        |
| 20   | コンフリクト       | 神戸一彦 酒井あきよし | 高田淳         | 吉田俊司       | 河野利幸                 | 9月4日         |
| 21   | フェアウェル       | 酒井直行              | うえだひでひと | 高田淳         | 永田正美                 | 9月11日        |
| 22   | ディアレスト       | 星川泰子              | 小林哲也       | 小林哲也       | 佐藤雅将                 | 9月18日        |
| 23   | レゾナンス         | 星川泰子              | 高田淳         | 高田淳         | 加藤茂 須田正己          | 9月25日        |
| 24   | クイックニング     | 神戸一彦              | うえだひでひと | 小林哲也       | 永田正美                 | 10月2日        |
| 25   | ディストラクション | 酒井直行              | 小林哲也       | 高田淳         | 佐藤雅将 上條修          | 10月9日        |
| 26   | ファイナルサウンド | 星川泰子              | うえだひでひと | うえだひでひと | 羽山淳一 須田正己 加藤茂 | 10月16日       |